# 彫刻の森駅
彫刻の森駅（ちょうこくのもりえき）は、神奈川県足柄下郡箱根町二ノ平にある小田急箱根鉄道線（箱根登山電車）の駅である。駅番号はOH 56。

## 歴史

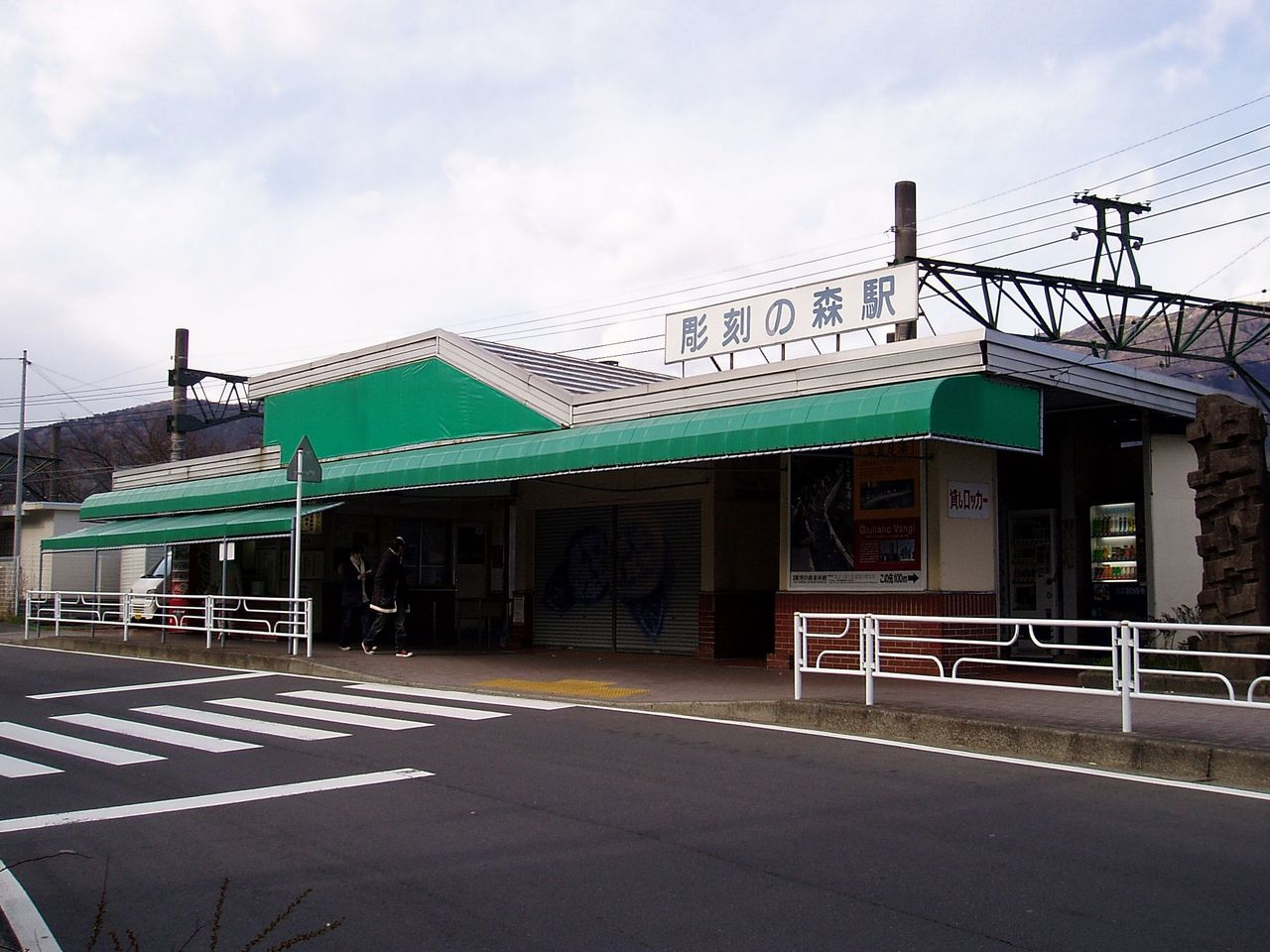
改装前の駅舎（2007年3月）

- 1919年（大正8年）6月1日：二ノ平駅（にのたいらえき）として開業[2]。
- 1972年（昭和47年）3月15日：箱根 彫刻の森美術館の開館に伴い、彫刻の森駅に改称[3]。

## 駅構造
相対式ホーム2面2線を有する地上駅。
かつては日中でも列車交換風景が見られ、2006年3月ダイヤ改正まで2番線ホームは一部の小田原行と小田急線に接続しない箱根湯本行が使用していたが、強羅駅の改築によるダイヤ改正と乗降時の安全確保のため、それ以降定期ダイヤでの列車交換は設定されておらず、駅舎側の1番線ホームのみ使用している。2番線ホームは駅舎と構内踏切を介して接続しており、通常は閉鎖されているが、多客時にはホーム上の混雑緩和のため箱根湯本方面ホームとして運用されることがある。
なお、箱根登山鉄道の表示看板やパンフレットでは各駅の標高が示されており、かつては551 mと表記されていたが、2013年の再調査で539 mに訂正されている。

### のりば
| 番線 |                          | 路線                     | 方向                     | 行先                       |
| ---- | ------------------------ | ------------------------ | ------------------------ | -------------------------- |
| 1    | 箱根登山電車             | 下り                     | 強羅方面                 | 早雲山方面は強羅で乗換     |
| 1    | 箱根登山電車             | 上り                     | 箱根湯本方面             | 小田原方面は箱根湯本で乗換 |
| 2    | 臨時ホーム（通常は閉鎖） | 臨時ホーム（通常は閉鎖） | 臨時ホーム（通常は閉鎖） | 臨時ホーム（通常は閉鎖）   |

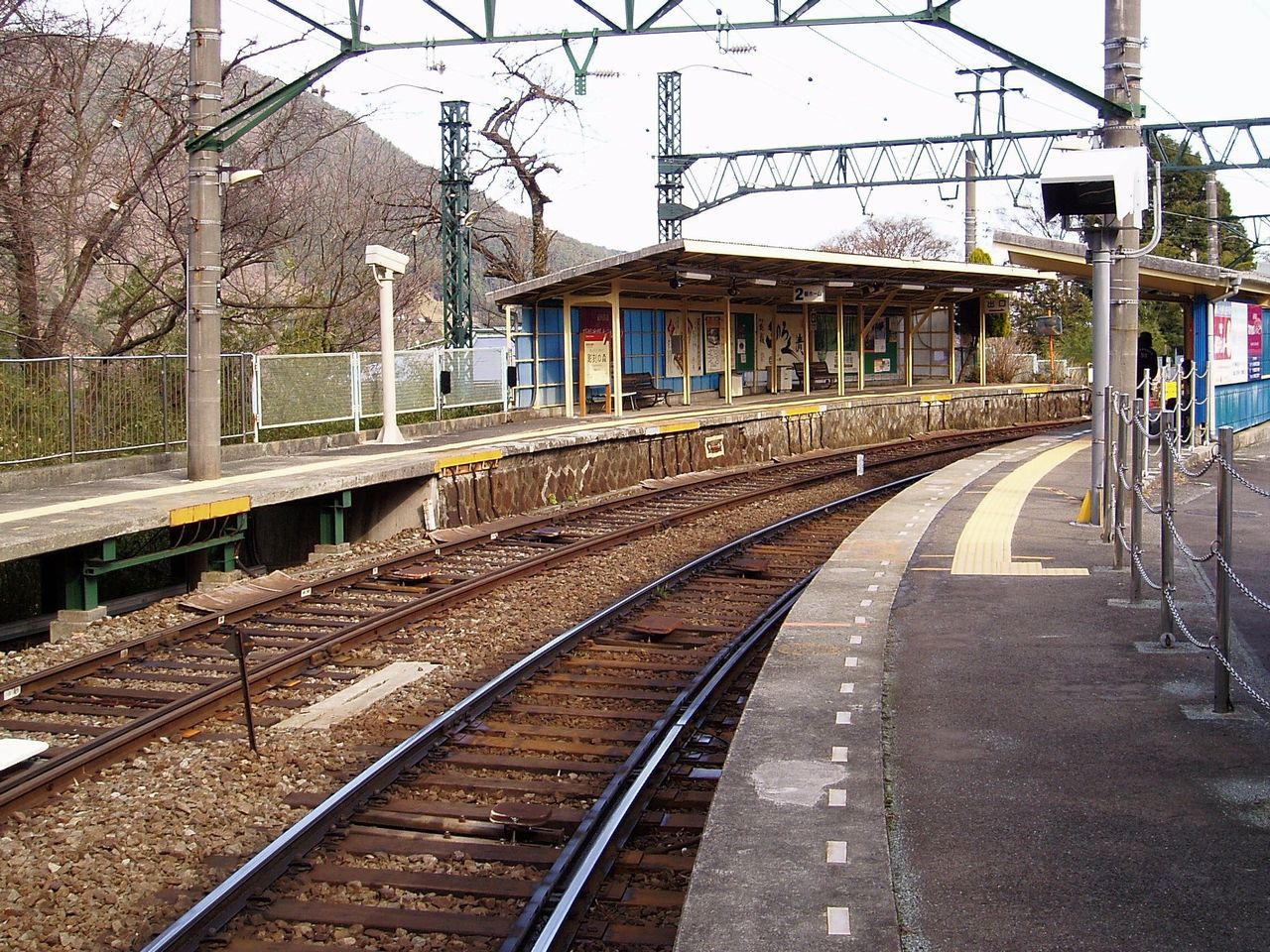
ホーム（2022年6月）
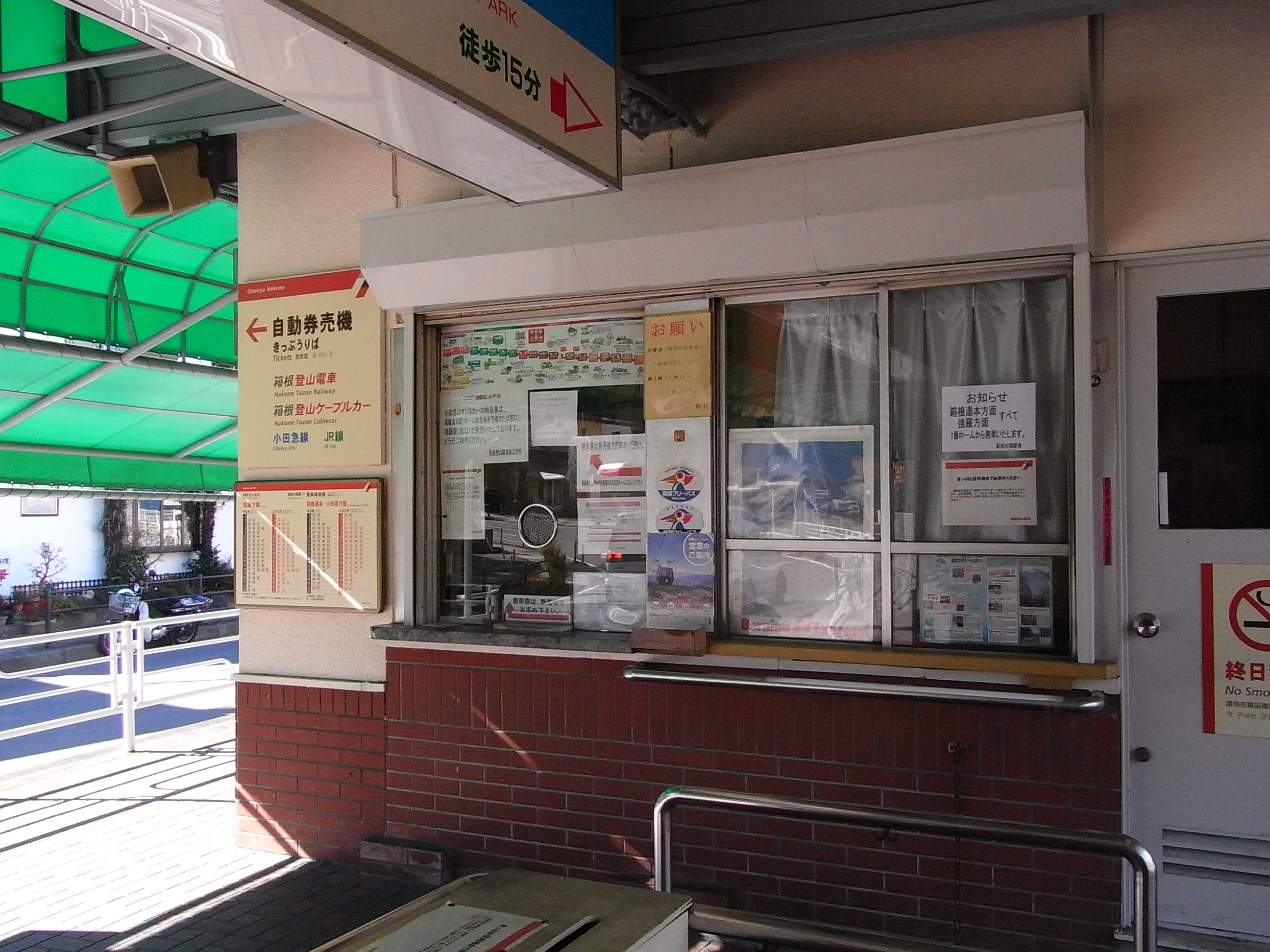
改札口（2008年11月）

## 利用状況
2020年度（令和2年度）の1日平均乗降人員は418人である。
近年の乗降人員・乗車人員の推移は下表の通り。
| 年度               | 1日平均 乗車人員 | 1日平均 乗降人員 | 備考 |
| ------------------ | ---------------- | ---------------- | ---- |
| 1998年（平成10年） | 450              |                  |      |
| 1999年（平成11年） | 406              |                  |      |
| 2000年（平成12年） | 372              |                  |      |
| 2001年（平成13年） | 369              |                  |      |
| 2002年（平成14年） | 332              |                  |      |
| 2003年（平成15年） | 325              |                  |      |
| 2004年（平成16年） | 338              |                  |      |
| 2005年（平成17年） | 355              |                  |      |
| 2006年（平成18年） | 396              |                  |      |
| 2007年（平成19年） | 367              |                  |      |
| 2008年（平成20年） | 370              |                  |      |
| 2009年（平成21年） |                  |                  |      |
| 2010年（平成22年） |                  |                  |      |
| 2011年（平成23年） |                  |                  |      |
| 2012年（平成24年） |                  |                  |      |
| 2013年（平成25年） |                  |                  |      |
| 2014年（平成26年） |                  |                  |      |
| 2015年（平成27年） |                  |                  |      |
| 2016年（平成28年） |                  |                  |      |
| 2017年（平成29年） |                  |                  |      |
| 2018年（平成30年） |                  |                  |      |
| 2019年（令和元年） | 303              | 635              |      |
| 2020年（令和02年） | 220              | 418              |      |

## 駅周辺
- 箱根 彫刻の森美術館
- 箱根町立箱根中学校
- 二ノ平温泉
- 箱根町社会教育センター(図書室併設)

### バス路線
- 彫刻の森駅（停留所番号：OH56）（箱根登山バス）[5]
  - 北方向
    - 強羅駅・ポーラ美術館・仙石経由湿生花園前行 [6]
    - 強羅駅・宮城野・仙石経由湿生花園前行 [7]
    - 宮城野営業所前行[7]
    - 強羅駅・宮城野・仙石経由御殿場駅（箱根乙女口または富士山口）行 [7]
    - 御殿場アウトレット行[7]
    - 強羅駅行[7]

  - 南方向
    - ユネッサン前行[8]
    - 天悠行[8]

## 隣の駅
小田急箱根
 鉄道線（箱根登山電車）
小涌谷駅 (OH 55) - 彫刻の森駅 (OH 56) - 強羅駅 (OH 57)

### 記事本文